# Cladonia perfilata
Cladonia perfilata är en lavart som beskrevs av Hook. f. Cladonia perfilata ingår i släktet Cladonia och familjen Cladoniaceae.   Inga underarter finns listade i Catalogue of Life.